# Curaçau nos Jogos Sul-Americanos
Curaçau, país insular constituinte do Reino dos Países Baixos, no mar do Caribe, fez sua primeira participação nos Jogos Sul-Americanos Assunção 2022.
O país é representado nos Jogos Sul-Americanos pelo Comitê Olímpico de Curaçau (em inglês: Curaçao Olympic Comittee; em papiamentu: Federashon Deporte i Olímpiko Kòrsou, FDOK).

## Delegação
Em Assunção 2022, Curaçau foi representada por um total de 27 atletas em 13 modalidades desportivas. A única medalha, de prata, foi conquistada por Glenka Antonia, no salto em altura.

## Quadro de medalhas
Segue-se, abaixo, o histórico de Curaçau nos Jogos Sul-Americanos.
| Ano       | Nação                                                 | Cidade                                                | Posição                                               | Ouro                                                  | Prata                                                 | Bronze                                                | Total                                                 | Ref.                                                  |
| --------- | ----------------------------------------------------- | ----------------------------------------------------- | ----------------------------------------------------- | ----------------------------------------------------- | ----------------------------------------------------- | ----------------------------------------------------- | ----------------------------------------------------- | ----------------------------------------------------- |
| 1978–2010 | como parte integrante das Antilhas Neerlandesas (AHO) | como parte integrante das Antilhas Neerlandesas (AHO) | como parte integrante das Antilhas Neerlandesas (AHO) | como parte integrante das Antilhas Neerlandesas (AHO) | como parte integrante das Antilhas Neerlandesas (AHO) | como parte integrante das Antilhas Neerlandesas (AHO) | como parte integrante das Antilhas Neerlandesas (AHO) | como parte integrante das Antilhas Neerlandesas (AHO) |
| 2014      | Chile                                                 | Santiago                                              | Não participou                                        | Não participou                                        | Não participou                                        | Não participou                                        | Não participou                                        | [ 4 ]                                                 |
| 2018      | Bolívia                                               | Cochabamba                                            | Não participou                                        | Não participou                                        | Não participou                                        | Não participou                                        | Não participou                                        | [ 5 ]                                                 |
| 2022      | Paraguai                                              | Assunção 2022                                         | 14                                                    | 0                                                     | 1                                                     | 0                                                     | 1                                                     | [ 6 ]                                                 |
| Total     | Total                                                 | Total                                                 | Total                                                 | 0                                                     | 1                                                     | 0                                                     | 1                                                     |                                                       |